# Giuliano Simeone
Giuliano Simeone, né le 18 décembre 2002 à Rome en Italie, est un footballeur international argentin qui joue au poste d'avant-centre ou d'ailier à l'Atlético de Madrid, dans le même club que son père, l'entraîneur Diego Simeone.

## Biographie

### En club
Né à Rome en Italie, Giuliano Simeone est formé en Argentine par River Plate, avant de poursuivre sa formation en Espagne, rejoignant en 2019 l'Atlético de Madrid, club où son père Diego Simeone est entraîneur. C'est avec ce club qu'il fait ses débuts en professionnel, jouant son premier match le 20 avril 2022, à l'occasion d'une rencontre de championnat face au Grenade CF. Il entre en jeu à la place de Marcos Llorente et les deux équipes se neutralisent (0-0 score final).
Le 4 juillet 2022, Giuliano Simeone est prêté au Real Saragosse pour une saison. Simeone inscrit son premier but en professionnel, et donc pour Saragosse, le 4 septembre 2022, lors d'une rencontre de championnat face au CD Lugo. Titularisé ce jour-là, il ouvre le score mais ne permet pas à son équipe d'obtenir un résultat (défaite 1-2). Lors de la journée suivante, le 12 septembre 2022, Simeone se fait remarquer en réalisant le premier doublé de sa carrière, sur la pelouse de la SD Ponferradina. Avec ses deux buts, il permet à son équipe de s'imposer (1-2 score final),.
Après avoir prolongé son contrat avec l'Atlético de Madrid jusqu'en juin 2028, Giuliano Simeone est de nouveau prêté le 21 juillet 2023, cette fois-ci au Deportivo Alavés pour une saison.
De retour à l'Atlético pour la saison 2024-2025, Giuliano Simeone marque son premier but pour le club le 3 novembre 2024, lors d'une rencontre de championnat face à l'UD Las Palmas. Titulaire, il ouvre le score sur un service de Nahuel Molina et participe ainsi à la victoire de son équipe par deux buts à zéro,.
Le 4 février 2025, en Coupe du Roi, il marque son premier doublé avec l'Atlético, contre l'équipe de Getafe,.

## Vie privée
Giuliano Simeone est le fils de Diego Simeone, ancien international argentin. Il a également deux frères footballeurs, Giovanni Simeone et Gianluca Simeone (en).

## Statistiques
| Saison                | Club                    | Championnat           | Championnat | Championnat | Championnat | Coupe(s) nationale(s) | Coupe(s) nationale(s) | Coupe(s) nationale(s) | Compétition(s) continentale(s) | Compétition(s) continentale(s) | Compétition(s) continentale(s) | Compétition(s) continentale(s) | Coupe du monde des clubs | Coupe du monde des clubs | Coupe du monde des clubs | Total | Total | Total |
| Saison                | Club                    | Division              | M.          | B.          | P.d.        | M.                    | B.                    | P.d.                  | Comp.                          | M.                             | B.                             | P.d.                           | M.                       | B.                       | P.d.                     | M.    | B.    | P.d.  |
| 2021-2022             | Atletico Madrid         | Liga                  | 1           | 0           | 0           | -                     | -                     | -                     | C1                             | -                              | -                              | -                              | -                        | -                        | -                        | 1     | 0     | 0     |
| 2024-2025             | Atletico Madrid         | Liga                  | 33          | 2           | 6           | 5                     | 2                     | 0                     | C1                             | 9                              | 1                              | 2                              | 3                        | 0                        | 1                        | 50    | 5     | 9     |
| 2025-2026             | Atletico Madrid         | Liga                  | 1           | 0           | 0           | 0                     | 0                     | 0                     | C1                             | 0                              | 0                              | 0                              | -                        | -                        | -                        | 1     | 0     | 0     |
| Sous-total            | Sous-total              | Sous-total            | 35          | 2           | 6           | 5                     | 2                     | 0                     | -                              | 9                              | 1                              | 2                              | 3                        | 0                        | 1                        | 52    | 5     | 9     |
| 2022-2023             | Real Zaragoza (prêt)    | LaLiga2               | 36          | 9           | 3           | 1                     | 0                     | 0                     | -                              | -                              | -                              | -                              | -                        | -                        | -                        | 37    | 9     | 3     |
| 2023-2024             | Deportivo Alavés (prêt) | Liga                  | 14          | 1           | 2           | 2                     | 0                     | 0                     | -                              | -                              | -                              | -                              | -                        | -                        | -                        | 16    | 1     | 2     |
| Total sur la carrière | Total sur la carrière   | Total sur la carrière | 85          | 12          | 11          | 8                     | 2                     | 0                     | -                              | 9                              | 1                              | 2                              | 3                        | 0                        | 1                        | 105   | 15    | 14    |

### En sélection nationale
| Saison                | Sélection             | Phases finales        | Phases finales | Phases finales | Phases finales | Éliminatoires CDM | Éliminatoires CDM | Éliminatoires CDM | Matchs amicaux | Matchs amicaux | Matchs amicaux | Total | Total | Total |
| Saison                | Sélection             | Compétition           | M              | B              | Pd             | M                 | B                 | Pd                | M              | B              | Pd             | M     | B     | Pd    |
| --------------------- | --------------------- | --------------------- | -------------- | -------------- | -------------- | ----------------- | ----------------- | ----------------- | -------------- | -------------- | -------------- | ----- | ----- | ----- |
| 2024-2025             | Argentine             | -                     | -              | -              | -              | 4                 | 1                 | 0                 | -              | -              | -              | 4     | 1     | 0     |
| Total sur la carrière | Total sur la carrière | Total sur la carrière | -              | -              | -              | 4                 | 1                 | 0                 | -              | -              | -              | 4     | 1     | 0     |